# Friedrich Kraelitz
Friedrich Johann Kraelitz von Greifenhorst (* 12. Juli 1876 in Wien; † 25. Februar 1932 ebenda) war ein österreichischer Orientalist und Turkologe.
Kraelitz war der Sohn eines Offiziers. Er lehrte als erster Professor für Turkologie seit 1918 am Institut für Orientalistik der Universität Wien. Mit seiner Bearbeitung von 24 Originalurkunden aus der 2. Hälfte des 15. Jahrhunderts hat er 1924 die Lehre von der Osmanischen Diplomatik begründet. 
Er gehörte der, im Geheimen operierenden, einflussreichen antisemitischen Professorengruppe „Bärenhöhle“ an.
Er wurde am Wiener Zentralfriedhof bestattet.
1936 wurde die Kraelitzgasse in Wien-Hietzing nach ihm benannt.

## Schriften
- Bericht über den Zug des Groß-Botschafters Ibrahim Pascha nach Wien im Jahre 1719. Im Originaltexte herausgegeben, übersetzt und erläutert. Wien 1908
- Die Verfassungsgesetze des Osmanischen Reiches. Haupt: Leipzig 1909
- Parlamentarische und verfassungsrechtliche Ausdrücke im Osmanisch-Türkischen; in: Wiener Zeitschrift für die Kunde des Morgenlandes 24 (1910)
- Sprachprobe eines armenisch-tatarischen Dialektes in Polen; in: Wiener Zeitschrift für die Kunde des Morgenlandes 26
- Studien zum Armenisch-Türkischen. Hölder: Wien 1912
- Osmanische Urkunden in türkischer Sprache aus der 2. Hälfte des 15. Jahrhunderts. Beitrag zur osmanischen Diplomatik. Hölder: Wien 1921
- (Hg. gemeinsam mit Paul Wittek): Mitteilungen zur osmanischen Geschichte. Wien 1922
- (Hg.) Wiener Zeitschrift für die Kunde des Morgenlandes. Wien 1926ff.